# 가야곡초등학교
가야곡초등학교는 대한민국 충청남도 논산시 가야곡면 강청리에 있는 공립 초중등학교이다.

## 학교 연혁
- 1934년 6월 1일 가야곡공립보통학교 개교(설립인가 5월 1일)
- 1938년 4월 1일 가야곡공립심상소학교로 개칭
- 1941년 4월 1일 가야곡공립국민학교로 개칭
- 1945년 3월 24일 가야곡국민학교 개칭
- 1957년 4월 1일 쌍계국민학교 분리
- 1965년 3월 9일 함산국민학교 분리
- 1982년 3월 5일 병설유치원 개원
- 1996년 3월 1일 가야곡초등학교로 개칭
- 2002년 3월 1일 초(함산·왕암·가야곡)·중학교 통합 교육실시
- 2016년 2월 4일 제79회 졸업(10명)
- 2017년 2월 10일 제80회 졸업(7명)

## 참고 자료
- 가야곡초등학교 - 한국교육학술정보원 학교알리미